# ジェフ・ベック・グループ
ジェフ・ベック・グループ（The Jeff Beck Group）は、イングランド出身のロック・バンド。
ギタリストの ジェフ・ベックが主宰。活動時期によって2つの期に分かれ、無名時代のロッド・スチュワート、ロン・ウッド、コージー・パウエルらが在籍した事でも知られる。その重厚なブルースロックのスタイルが、レッド・ツェッペリン等ハードロックの形成に多大な影響を与えた。

## 第一期（1967年 - 1969年）

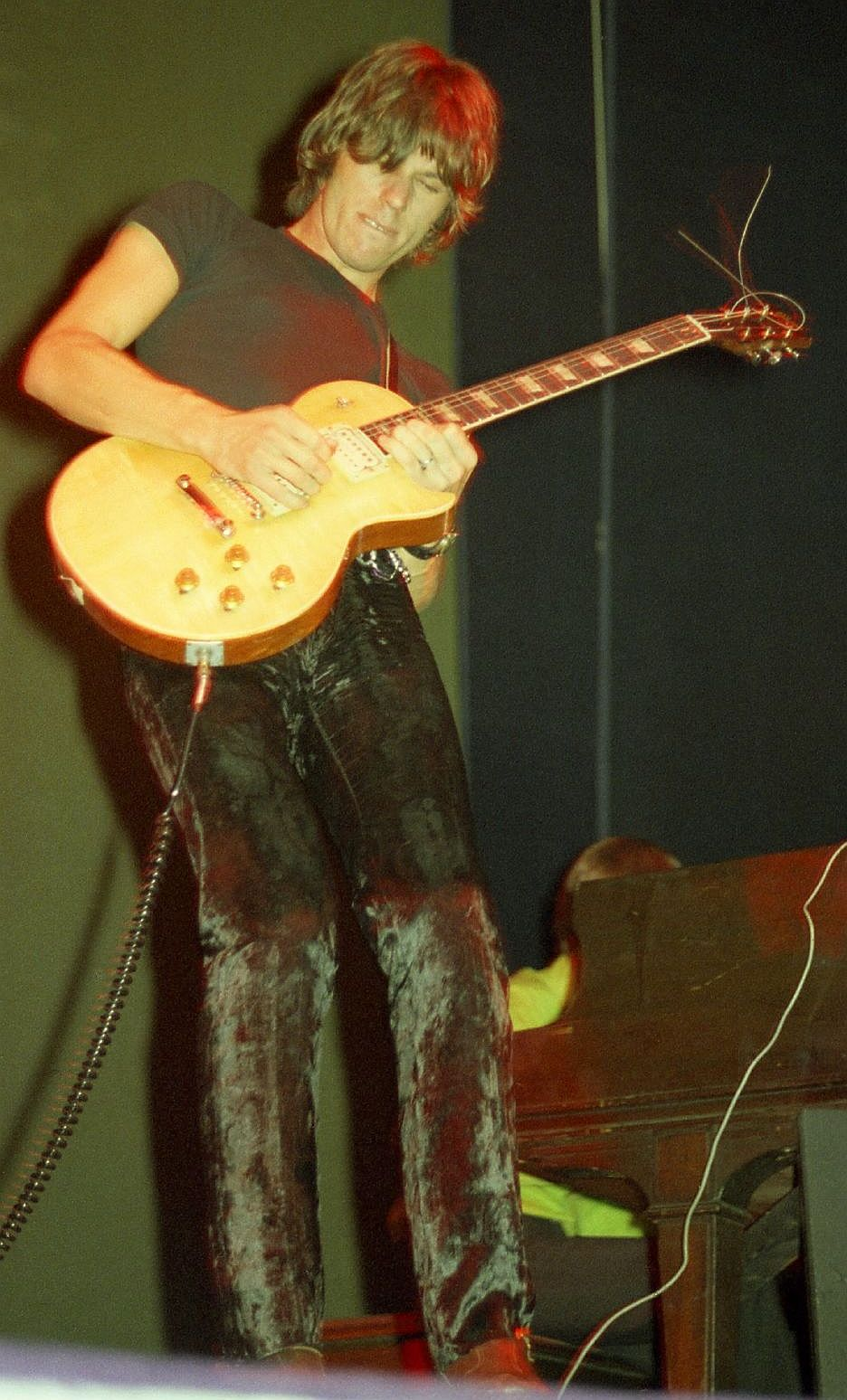
創設者ジェフ・ベック (1968年)

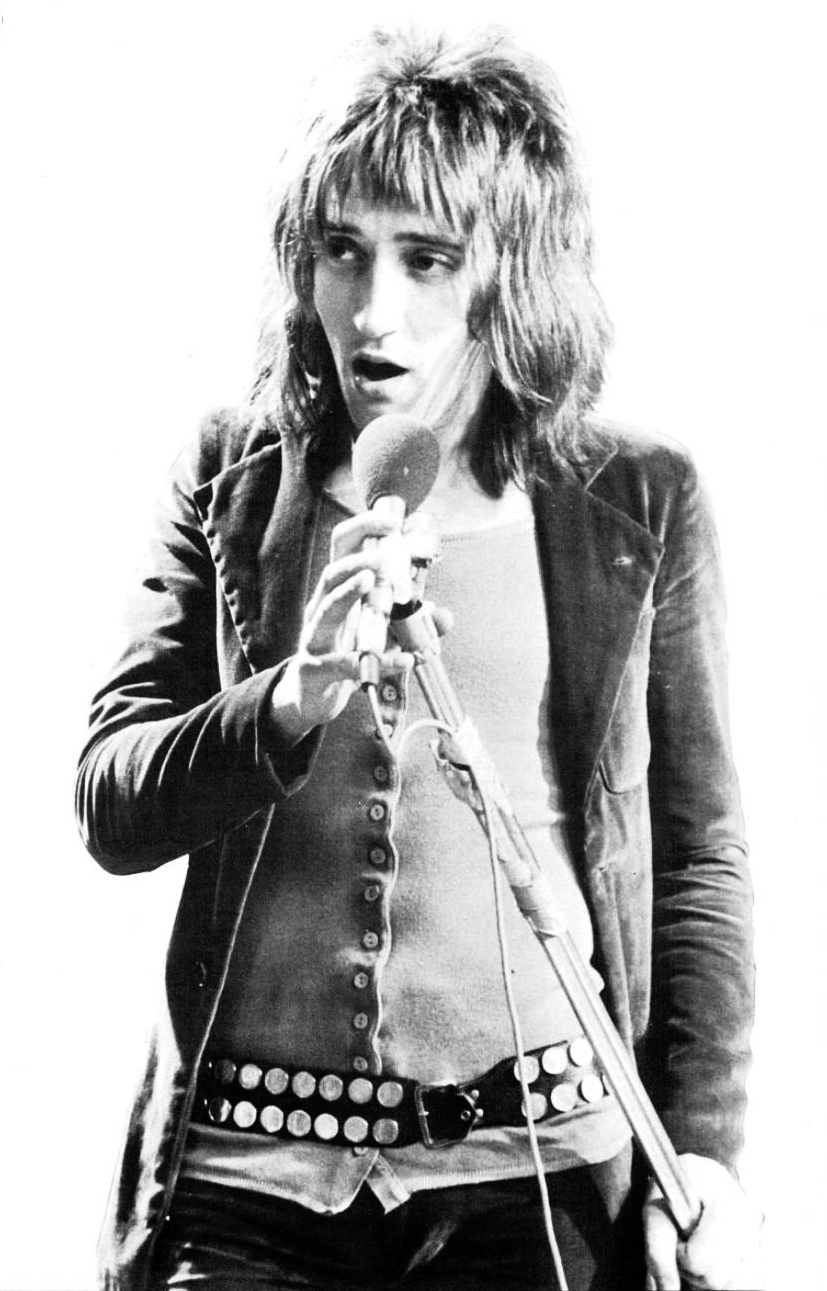
ロッド・スチュワート(Vo) 1971年

第一期ジェフ・ベック・グループは1967年前半にロンドンで結成され、ギターにジェフ・ベック、ボーカルがロッド・スチュワート、リズムギターにロニー・ウッド、ベースとドラムスは定期的に交代していた。初期のベーシストはジェット・ハリスとデイヴ・アンブローズ、ドラムスはクレム・カッティーニとヴィヴ・プリンスが務めた。ラインナップは数ヶ月にわたって交代を繰り返し、ドラムスは結局エインズレー・ダンバーに決定、ロン・ウッドがベースを担当することになった。このメンバーで1967年に国内のクラブツアーを行い、何度かBBCラジオに出演している。ベックは個人マネージメントをミッキー・モストと契約していたが、モストはソロ・アーティストとしてのベックにしか関心がなく、グループには興味を持たなかった。
同年にバンドはヨーロッパで3枚、アメリカで2枚のシングルをリリースし、第一弾「ハイ・ホ－・シルバー・ライニング」はイギリスのシングルチャートで14位を獲得した。B面は1967年5月16日と17日にロンドンのIBCスタジオで、ジミー・ペイジ（リズムギター）、ジョン・ポール・ジョーンズ（ベース）、キース・ムーン（ドラムス）、ニッキー・ホプキンス（ピアノ）のラインナップによるセッションで録音されたインストゥルメンタル「ベックス・ボレロ」だった。彼等はモストの方針でポップ路線を進まされ、ベックの趣向に合ったブルース曲を十分演奏できなかったのでフラストレーションが高まり、ダンバーが離脱し、あるステージでは代わってロイ・クックがドラムを担当した。その後スチュワートが以前在籍していたスティームパケットでドラムを担当していたミック・ウォーラーを推薦する。ウォーラーは1968年から翌年前半まで在籍し、バンドで最も長くドラムを担当した。

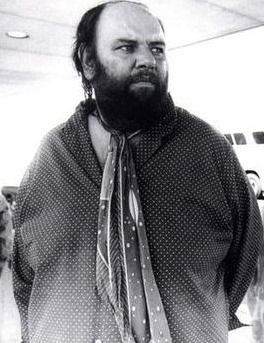
当時のマネージャー ピーター・グラント

当時のロードマネージャー、ピーター・グラントはニュー・ボードヴィル・バンドと以前にアメリカツアーを行ったことがあり、新たなコンサートとFM曲中心にAORをオンエアさせる形式を意識していた。「ヒットシングル」をリリースせずにバンドを売り出すことは今や可能であった。グラントはアメリカ市場にベックのバンドが理想的であると考え、モストからベックの契約を何度か買い取ろうとしていたが、モストはこれを拒否していた。1968年初めにバンドは解散の危機に陥るが、グラントは何とか解散しないようメンバーに納得させ、彼らのために短期のアメリカツアーを準備した。ベックはこのツアーに関して「僕たちは文字通りそれぞれ衣装を最低1回しか替えなかった」と語っている。ツアーの開始はニューヨークで、フィルモア・イーストでグレイトフル・デッドの前座として4回のコンサートを行った。そのコンサートは好評を持って迎えられ、ニューヨーク・タイムズ紙のロバート・シェルトンは「ジェフ・ベック・グループはデビューコンサートで声援を受けた」との記事を掲載した。「イギリスのポップ・シンガー達がフィルモア・イーストの聴衆を喜ばせ」、ベックと彼のグループはグレイトフル・デッドを凌いだと報じた。ボストン・ティー・パーティーでのコンサートのレヴューはニューヨークと同じくらいかそれ以上であった。「彼が最後の曲を始めるまでに...（ファンは）ビートルズが町に着いて以来、同様のことが見られなかったほど、大混乱の状態にあった」。彼らがサンフランシスコのフィルモア・イーストでツアーを終える時までに、グラントは彼らのためにエピック・レコードと新しいアルバムの契約を締結した。
バンドは直ちにイギリスに帰国し、『トゥルース』を録音した。当時モストは他のプロジェクトで忙しかったので、ケン・スコットが派遣され、スタジオで彼らの当時のライブでのレパートリーが録音された。ベックのアンプは出力が過多だったため、クローゼットの中に入れられて録音が行われた。このセッションにはジョン・ポール・ジョーンズがハモンドオルガン、キース・ムーンがドラムス、ニッキー・ホプキンスがピアノで参加した。2週間で全曲を録音し、翌月にオーバーダブが加えられた。バンドは『トゥルース』のプロモーションのためアメリカに戻りツアーを開始した。昔からベックのファンだったジミ・ヘンドリックスは彼らのツアーが終了した後、カフェ・ホワ?でジャムセッションを行っている。『トゥルース』はアメリカのアルバムチャートで15位を記録する。

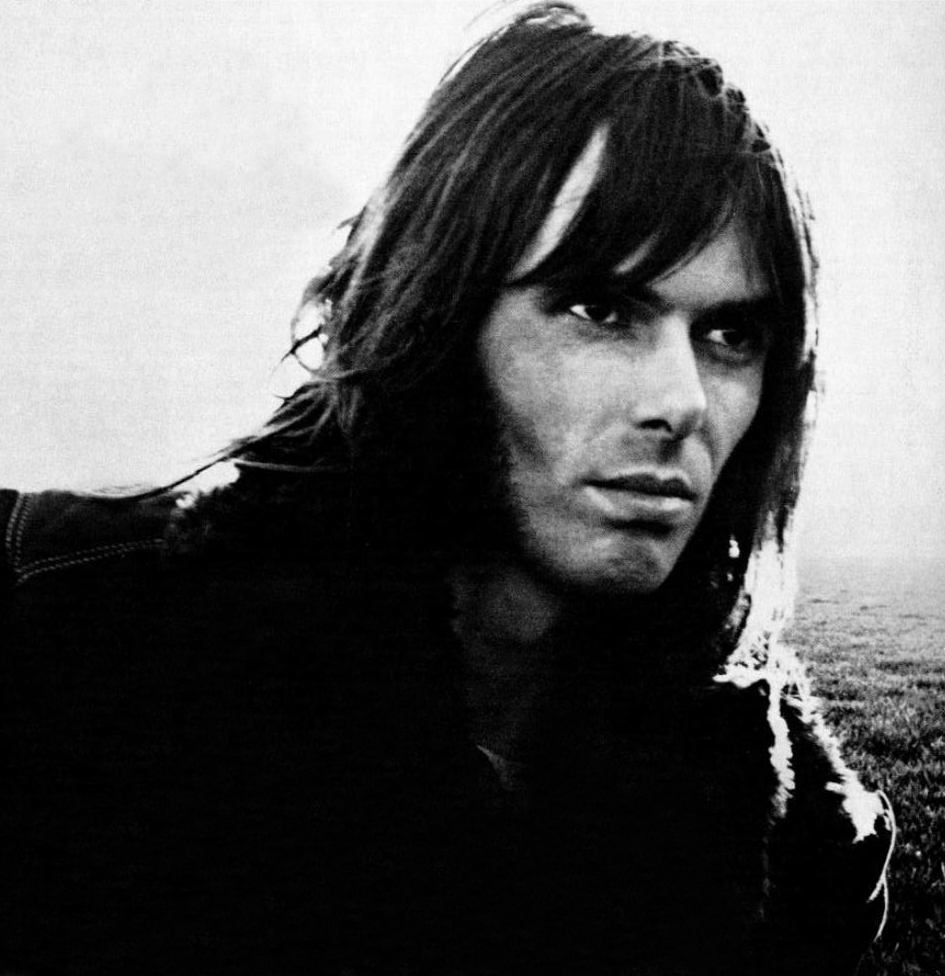
ニッキー・ホプキンス(Key) 1973年

彼等は1968年12月に3回目のツアーを開始、ホプキンスは健康問題を抱えていたが、ライブ演奏を行いたいとの希望で参加した。彼はレッド・ツェッペリンからもより多くの報酬で参加を誘われていたがベックの誘いに応じ、後に「私たちはロック史上最も偉大なバンドの一つを失った...」と嘆いている。彼は自分の意思でツアーに参加したが、ツアーの後半は彼の病気を理由に短縮された。さらにベックは4回目のツアー、1969年2月のアメリカツアーを延期した。これは彼等が発表すべき新曲を持ち合わせていなかったことも原因だった。そこで新曲が作られ、ウォーラーに代わってトニー・ニューマンが加入、ウッドは解雇されたが直ぐに再加入した。『トゥルース』の成功でモストには新たな意欲が湧き、彼等はデ・レーン・リー・スタジオでモストのプロデュースでセカンド・アルバム『ベック・オラ』を録音した。このアルバムにはマーティン・バーチがエンジニアとして参加し、収録曲の「プリンス」がシングルカットされた。彼等はモストがプロデュースするドノヴァンのアルバム『バラバジャガ』（1969年）の3曲のバッキングを担当した。その内2曲はドノヴァン・ウィズ・ザ・ジェフ・ベック・グループの名義でシングル「バラバジャガ」として発表された。
1969年5月にバンドは第4回アメリカツアーを開始、今回はホプキンスが正式メンバーとして全面参加した。ツアーは順調に進み、『ベック・オラ』も好意的に受け取られ、ビルボードのチャートで15位を記録した。しかしながら、この頃バンド内での乱闘騒ぎが伝えられている。スチュワートはマーキュリー・レコードから初ソロ・アルバム『アン・オールド・レインコート・ウォント・エヴァー・レット・ユー・ダウン』を発表した。その後、同年7月に最後のツアーとなった第5回アメリカツアーを短期間行っている。このツアーは東海岸で行われ、フィルモア・イーストやニューポート・ジャズ・フェスティバルへの出演も組み込まれた。さらに8月15日に始まるウッドストック・フェスティバルにも出演予定だったが、ベックは前日にバンドを解散させた。出演直前の解散について、後年、彼は後悔の念を述べている。

## 第二期（1970年 - 1972年）

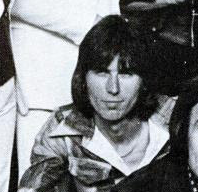
コージー・パウエル(Ds) 1974年

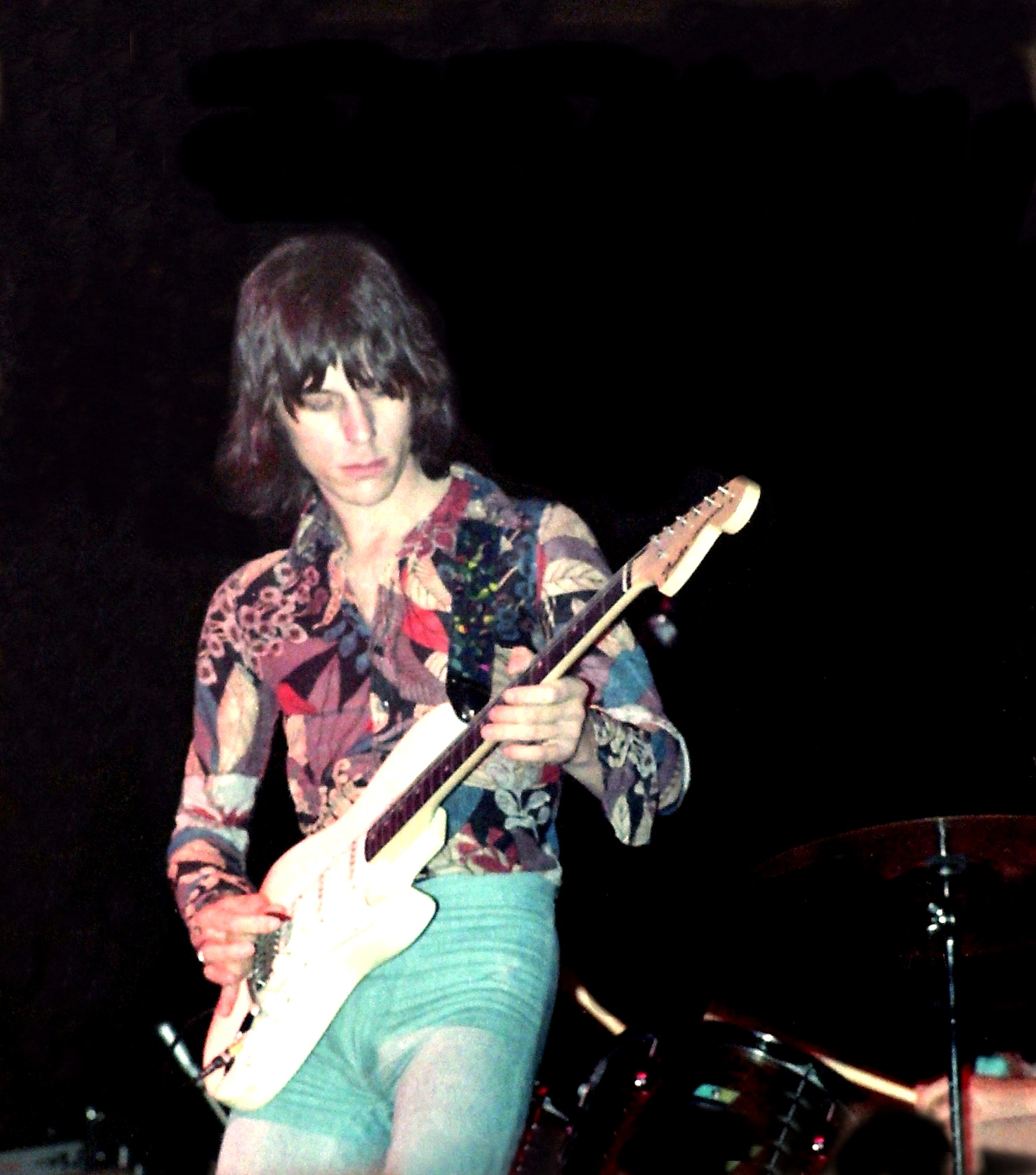
解散直後のジェフ・ベック 1972年

1970年後半、ベックはボーカリストにアレックス・リガートウッド、キーボードにマックス・ミドルトン、ドラムにコージー・パウエル、ベースにクライヴ・チャーマンというラインナップでグループを再結成する。1971年6月、CBSと契約を交わし、新たなシンガーを探す。ロンドンのロニー・スコッツ・ジャズ・クラブでボブ・テンチが自らのバンド、ガスと共に歌う姿を見たベックは、彼をボーカリスト兼ギタリストとして自らのバンドに加入させた。
テンチは新しい歌詞を書くのとアルバム『ラフ・アンド・レディ』にボーカルを加えるため数週間が与えられ、ベックが他のメンバーと以前に録音したトラックのミキシングは中断された。アルバムは同年7月に完成し、彼らはフィンランド、オランダ、スイス、ドイツでツアーを行った。『ラフ・アンド・レディ』は10月25日にイギリスでリリースされ、アメリカでは1972年2月にリリースされた。続いて16日間のアメリカにおけるプロモーションツアーが行われた。同作は結局アルバムチャートで46位を記録した。
1972年1月、メンバーはベックに合流するためテネシー州メンフィスのTMIスタジオに向かった。彼等はここでアルバム『ジェフ・ベック・グループ』を録音する。プロデューサーはスティーヴ・クロッパー。同アルバムは同年6月9日にイギリスでリリース、続いてプロモーションツアーが行われ、6月29日にはBBC ラジオ1の番組『In Concert』に出演した。このセッションで演奏した「デフニットリー・メイビー」ではボブ・テンチがギターを演奏しており、テンチがベックとともにギターを演奏した数少ない例である。
同年7月24日、ジェフ・ベック・グループは公式に解散し、ベックのマネージメントは次のような声明を発表した。
「様々なメンバーの音楽スタイルの溶融は、個々のミュージシャンにとってうまくいっているが、彼らは、それが彼らが元々求めた強力で新しい音楽スタイルの創造に通じたと感じなかった」。
直後にジェフ・ベックは、かねてから熱望していた旧ヴァニラ・ファッジのメンバーとハードロック・バンド「ベック・ボガート & アピス」結成に向かった。

## メンバー
全期
- ジェフ・ベック (Jeff Beck) - ギター (1967年-1972年) ♰RIP.2023

第一期
- ロッド・スチュワート (Rod Stewart) - ボーカル (1967年-1969年)
- ロニー・ウッド (Ronnie Wood) - ギター、ベース (1967年-1969年)
- ジェット・ハリス (Jet Harris) - ベース (1967年) ♰RIP.2011
- デイヴ・アンブローズ (Dave Ambrose) - ベース (1967年)
- クレム・カッティーニ (Clem Cattini) - ドラムス (1967年)
- ヴィヴ・プリンス (Viv Prince) - ドラムス (1967年)
- エインズレー・ダンバー (Aynsley Dunbar) - ドラムス (1967年)
- ロイ・クック (Roy Cooke) - ドラムス (1967年)
- ミック・ウォーラー (Mick Waller) - ドラムス (1967年-1969年) ♰RIP.2008
- トニー・ニューマン (Tony Newman) - ドラムス (1969年)
- ニッキー・ホプキンス (Nicky Hopkins) - キーボード (1968年-1969年) ♰RIP.1994

第二期
- アレックス・リガートウッド (Alex Ligertwood) - ボーカル (1970年-1971年)
- ボブ・テンチ (Bobby Tench) - ボーカル、ギター (1971年-1972年) ♰RIP.2024
- クライヴ・チャーマン (Clive Chaman) - ベース (1970年-1972年)
- コージー・パウエル (Cozy Powell) - ドラムス (1970年-1972年) ♰RIP.1998
- マックス・ミドルトン (Max Middleton) - キーボード (1970年-1972年)

## ディスコグラフィ

### スタジオ・アルバム
- 『トゥルース』 - Truth (1968年)
- 『ベック・オラ』 - Beck-Ola (1969年)
- 『ラフ・アンド・レディ』 - Rough and Ready (1971年)
- 『ジェフ・ベック・グループ』 - Jeff Beck Group (1972年)

## 伝記
- ボブ・ブランニング (1986年) Blues: The British Connection, London: Helter Skelter, 2002, ISBN 1-900924-41-2
- ボブ・ブランニング The Fleetwood Mac Story: Rumours and Lies  - Omnibus Press, 2004, foreword by B.B.King
- ディック・ヘクストール＝スミス (2004年) The safest place in the world: A personal history of British Rhythm and blues, Clear Books, ISBN 0-7043-2696-5  - First Edition : Blowing The Blues - Fifty Years Playing The British Blues
- クリストファー・ヒョート Strange brew: Eric Clapton and the British blues boom, 1965-1970, foreword by John Mayall,Jawbone (2007)ISBN 1-906002002
- ポール・メイヤーズ Long John Baldry and the Birth of the British Blues, Vancouver 2007 - GreyStone Books
- ハリー・シャピロ Alexis Korner: The Biography, Bloomsbury Publishing PLC, London 1997, Discography by Mark Troster

## 参照
- Jeff's book: A chronology of Jeff Beck's career 1965-1980 : from the Yardbirds to Jazz-Rock (Paperback). Chris Hjort and Doug Hinman Rock 'n' Roll Research Press. 2000 ISBN 0-9641005-3-3 and ISBN 978-0-9641005-3-4
- Jeff Beck Crazy fingers.Annette Carson.Backbeat Books ISBN 978-0-87930-632-8
- Jeff Beck: Super rock guitarist. (Jeff Beck) International Music Publications (1991) ISBN 0-86359-794-7, ISBN 978-0-86359-794-7